# Нижнемальцевское сельское поселение
Нижнема́льцевское се́льское поселе́ние — муниципальное образование в Сасовском районе Рязанской области России.

## История
Образовано в результате муниципальной реформы 2006 г. на территории Нижнемальцевского сельского округа (центр Нижнее Мальцево) — с возложением административного управления на село Нижнее Мальцево.

## Население
| 2010 | 2012 | 2013 | 2014 | 2015 | 2016 | 2017 |
| ---- | ---- | ---- | ---- | ---- | ---- | ---- |
| 738  | ↘735 | ↘710 | ↘708 | ↘687 | ↗693 | ↘664 |
| 2018 | 2019 | 2020 | 2021 |      |      |      |
| ↘635 | ↘616 | ↘595 | ↗597 |      |      |      |

## Административное устройство
Образование и административное устройство сельского поселения определяются законом Рязанской области от 07.10.2004 № 96-ОЗ.
Границы сельского поселения определяются законом Рязанской области от 08.12.2008 № 189-ОЗ.

## Населённые пункты
В состав сельского поселения входит 2 населённых пункта:
| Населённый пункт | Статус  | Население, человек | Год  | % от населения поселения | Расстояние до центра поселения, км | Расстояние до райцентра, км | Примечание |
| ---------------- | ------- | ------------------ | ---- | ------------------------ | ---------------------------------- | --------------------------- | ---------- |
| Жихаревка        | деревня | 16                 | 2010 | 2.2                      | 1                                  | 19                          |            |
| Нижнее Мальцево  | село    | 722                | 2010 | 97.8                     | —                                  | 31                          |            |